# Géotextile
 (mai 2017).
Si vous disposez d'ouvrages ou d'articles de référence ou si vous connaissez des sites web de qualité traitant du thème abordé ici, merci de compléter l'article en donnant les références utiles à sa vérifiabilité et en les liant à la section « Notes et références ».
Les géotextiles sont des tissus en polymères (naturels ou synthétiques), plans, perméables, utilisés en contact avec un sol et/ou d'autres matériaux pour des applications géotechniques (prévention des risques naturels, résilience des écosystèmes, agrotextiles de couverture en agriculture) et de génie civil (géotextiles de renforcement dans les bâtiments, de séparation dans la construction de routes et de voies ferrée…). Ils sont souvent et improprement appelés Bidim, du nom du leader historique des fabricants de ce produit.
Il s'agit d'une trame, tissée ou non, qui a la propriété de laisser passer l'eau (perméable aux fluides). Elle est également appelée « anticontaminant ».
En génie civil, ils font partie de la famille des géosynthétiques. Des géotextiles biodégradables ou écologiques existent aussi comme la toile de jute et servent à la végétalisation de talus ou de pistes de ski.

## Types

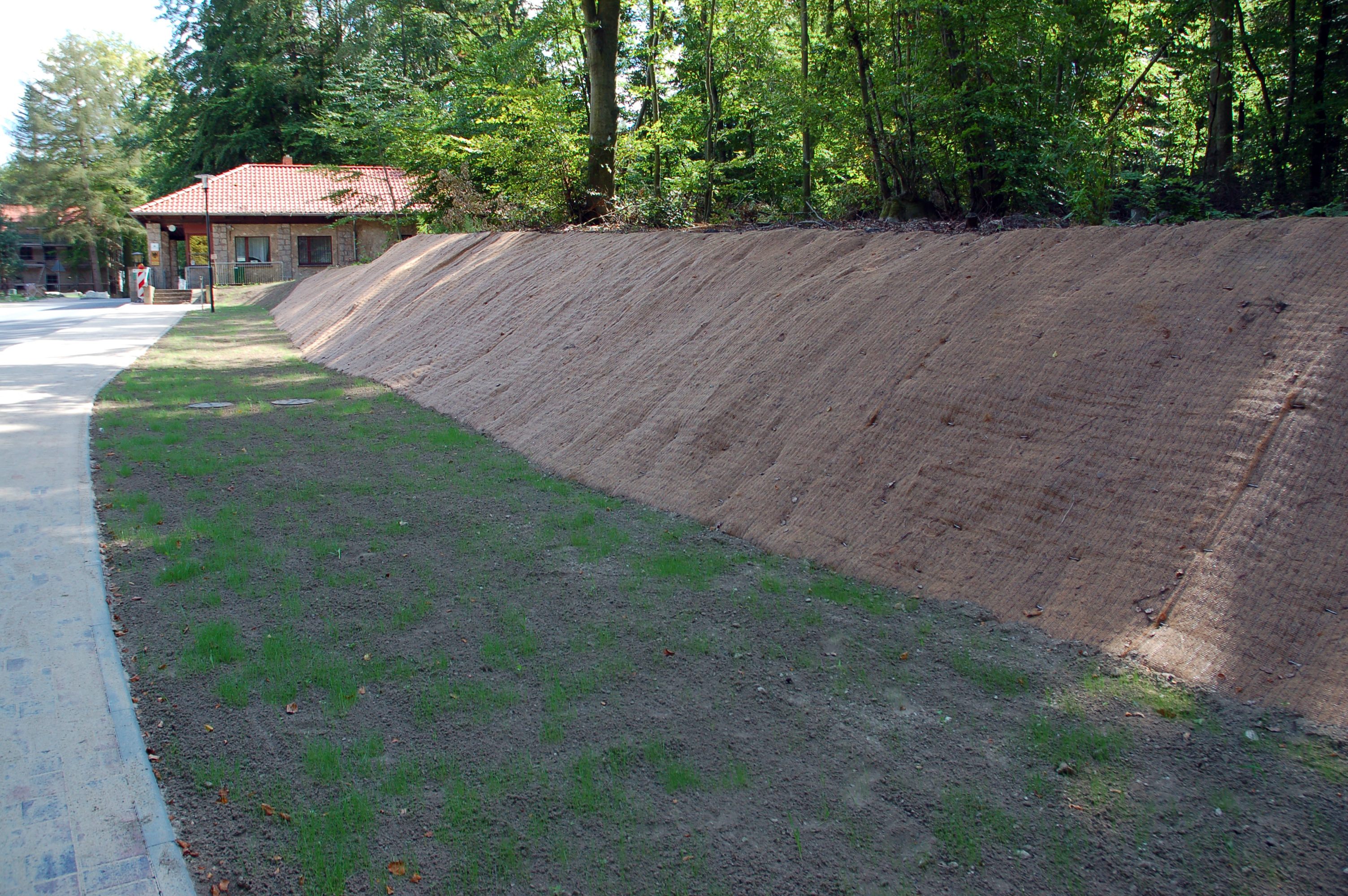
Exemple d'usage de géotextile biodégradable.

Dans les produits synthétiques, il existe deux grandes familles : les produits tissés et les produits non tissés. Dans ces derniers, on distingue les non-tissés aiguilletés des non-tissés thermoliés[précision nécessaire].
Les géotextiles synthétiques ont pour rôle principal de créer une barrière physique perméable entre un terrain naturel et les matériaux sélectionnés pour la réalisation d'ouvrages ou de chaussées. Cette barrière laisse passer l'eau et empêche les parties les plus fines issues du terrain naturel de migrer et venir modifier la structure des matériaux d'apport (des racines de végétaux par exemple). On parle de géotextile de séparation ou de filtration. Ce type de géotextile sert aussi à protéger les drains et ouvrages de drainage, afin d'éviter leur colmatage et donc de participer à leur pérennité.
Il existe aussi des géotextiles de renforts utilisés en assise de plateforme routière et ferroviaire ainsi que pour armer les massifs de remblais renforcés.
Les géotextiles en fibres naturelles biodégradables sont utilisés pour le contrôle de l'érosion des talus et berges ainsi que pour le paillage des massifs floraux et des haies.

## Caractéristiques
Tous ces produits existent dans de nombreuses largeurs, longueurs et épaisseurs ; ils se définissent par leurs caractéristiques techniques :
- masse surfacique (« poids » ou encore grammage en g/m2) ;
- résistance à la traction ;
- allongement à la rupture ;
- perméabilité ;
- porosité.

## Utilisations

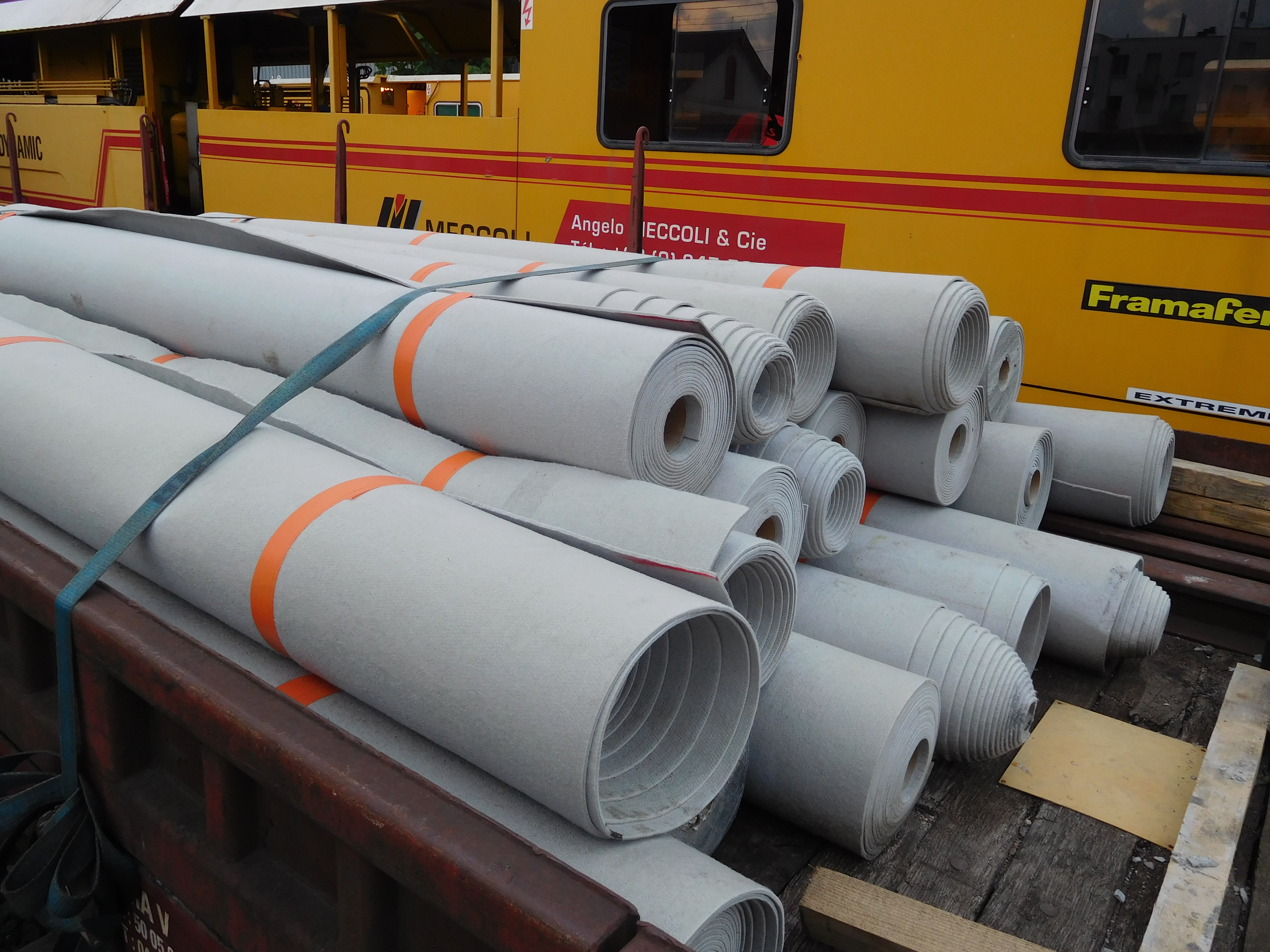
Rouleaux de géotextile anti-végétation pour voie ferrée.

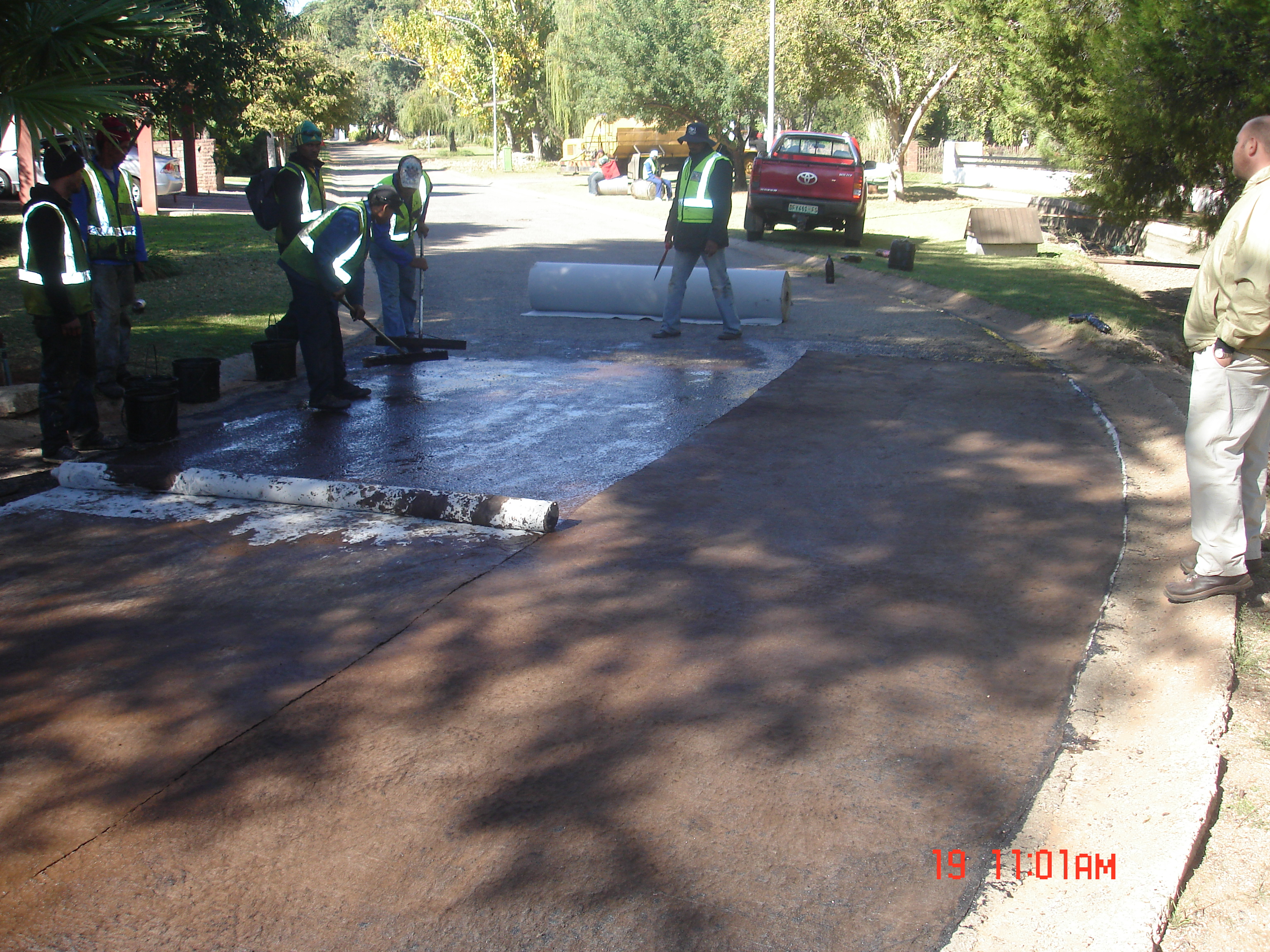
Pose de géotextile sur une route d'Afrique du Sud.

Les domaines d'emploi sont nombreux et variés :
- protection de drains ou d'ouvrages de drainage ;
- création de « massifs filtrants » ;
- armature pour l'asphalte ;
- séparation de matériaux de remblais ;
- fondation de routes, chaussées, voies ferrées ;
- protection contre le poinçonnement des géomembranes ;
- barrière de protection contre la pénétration par des racines végétales (par exemple pour protéger une terrasse végétalisée des racines qui sécrètent des substances capables de dégrader certains matériaux). Ce type de textile contient souvent un biocide (cuivre…) ;
- contrôle de l'érosion superficielle, notamment avec des géotextiles obtenus par tissage de fines cordelettes en fibres naturelles de type coco ou jute. Biodégradables en deux ans pour la jute et trois à cinq ans pour les fibres de coco ;
- protection lors de démolition par explosif, on entoure les piliers à détruire, ainsi que les bâtiments voisins du chantier, pour protéger ces derniers des gravats produits lors de l'explosion des charges ;
- etc.

Le géotextile est aussi utilisé dans le paysagisme, pour isoler des plantations. Celui-ci permet de planter des espèces végétales, dans des sols qui, à la base, sont impropres à leur survie. On pose le géotextile dans le sol après avoir décaissé environ 30 cm à 2 m de terre naturelle.
Après la mise en place du géotextile, on ajoute la terre ou le mélange végétal souhaité.
Le géotextile va interdire le mélange des deux couches, sans inhiber le passage de l'eau et des sels minéraux.
Il va aussi permettre, sur des utilisations plus restreintes, de limiter la pousse de certains végétaux se reproduisant par rhizomes et volontiers envahissants ou invasifs (ex. : bambous, renouée du Japon), sans les menacer.

## Produits apparentés aux géotextiles
Les produits apparentés aux géotextiles sont définis par la norme NF EN ISO 10318 comme des matériaux plans, perméables et à base de polymères (synthétiques ou naturels) ne correspondant pas à la définition d’un géotextile, c'est-à-dire qu’ils ne sont ni tissés, ni non-tissés, ni tricotés. On retrouve parmi les produits apparentés les géogrilles, les géofilets, les géomatelas, les géosynthétiques alvéolaires, les géobandes et les géoespaceurs.
Géogrille structure plane à base de polymère, constituée par un réseau ouvert et régulier d’éléments résistants à la traction et pouvant être assemblés par extrusion, par collage ou par entrelacement ; dont les ouvertures ont des dimensions supérieures à celles des constituants.
Géofilet géosynthétique constitué d’ensembles de tiges parallèles et superposées entièrement reliés à d’autres ensembles similaires selon des angles variables.
Géomatelas, géomats structure tridimensionnelle, constituée de filaments, et/ou d’autres éléments (synthétiques ou naturels) à base de polymère, lié de façon mécanique, et/ou thermique et/ou chimique et/ou d’autre façon. Cette structure tridimensionnelle peut aussi être remplie de fibres de coco ou de fibres syntéhtiques.
Géoalvéolaire, geocell structure tridimensionnelle en nid d’abeille ou similaire, perméable, à base de polymère (synthétique ou naturel), constituée de bandes le plus souvent en PEHD perforé et texturé soudées entre elles deux par deux. Utilisés pour le confinement de matériaux de faibles caractéristiques pour la réalisation d'assise de chaussées ou parking, soutènements, protection de berges et talus.
Géobande matériau à base de polymère sous forme de bande dont la largeur n’excède par 200 mm, utilisé en contact avec le sol et/oud ‘autres matériaux dans les domaines de la géotechnique et du génie civil.
Géoespaceur structure tridimensionnelle à base de polymère conçue pour créer un espace d’air dans le sol et/ou dans d’autres matériaux, dans les domaines de la géotechnique et du génie civil.